# Mirmecoria

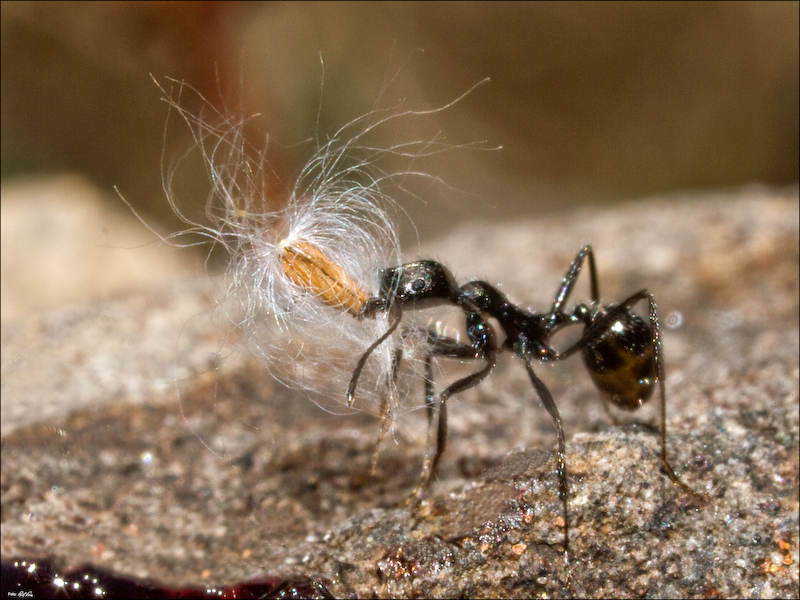

La mirmecoria o mirmecocoria è un tipo di dispersione dei semi operata da alcune angiosperme, e si realizza con la collaborazione delle formiche. Queste infatti, sono instancabili raccoglitrici di semi e di frutti, che esse trasportano anche per lunghi tratti.

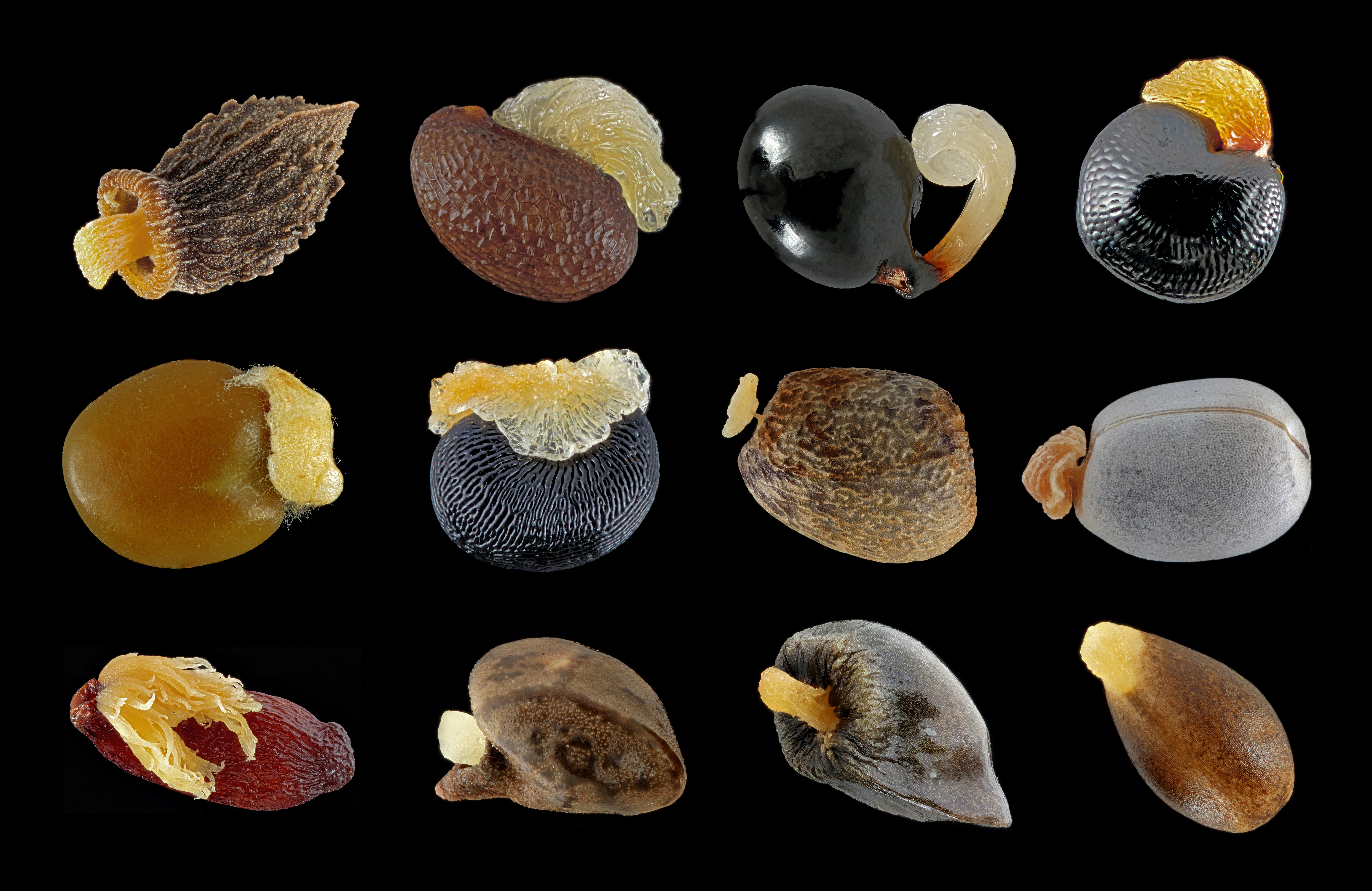
Semi con elaiosomi. Dall'alto a sinistra verso in basso a destra: Borago officinalis · Chelidonium majus · Corydalis cava · Corydalis sempervirens · Cytisus scoparius · Dicentra torulosa · Euphorbia lathyris · Euphorbia cyparissias · Jeffersonia diphylla · Pentaglottis sempervirens · Symphytum officinale · Viola elatior.

Nelle specie mirmecofile, i semi sono resi appetibili dalla presenza di particolari appendici (elaiosomi) contenenti sostanze nutritive. Il seme con l’elaiosoma è noto come diaspora. La dispersione dei semi avviene grazie alle formiche operaie che trasportano la diaspora fino alla colonia, dove l’elaiosoma è rimosso e utilizzato per nutrire le larve mentre il seme generalmente è depositato nelle camere sotterranee contenenti i materiali di rifiuto o è espulso dal formicaio. Sebbene le diaspore siano raramente disperse lontano dalla pianta madre, le piante traggono beneficio da questa interazione mutualistica con le formiche, poiché facilita l’arrivo dei semi in siti favorevoli alla germinazione e funge da protezione contro i predatori granivori.
La mirmecoria è utilizzata da più di 3 000 specie vegetali nel mondo. Questo metodo di disseminazione si osserva ad esempio nel Chelidonium majus, in varie specie di Viola (per esempio la Viola biflora), nel bucaneve (Galanthus nivalis), nell'Hepatica nobilis e nell'Anemone nemorosa.